# 2511 Patterson
2511 Patterson è un asteroide della fascia principale interna. Scoperto nel 1980, presenta un'orbita caratterizzata da un semiasse maggiore pari a 2,297876 UA e da un'eccentricità di 0,104906, inclinata di 8,052640° rispetto all'eclittica. Ha un diametro di 7,849 km, un periodo di rotazione di 4,144 ore e un'albedo di 0,287.
Fa parte della famiglia di asteroidi Vesta.
È intitolato a Clair Patterson, geochimico del California Institute of Technology.